# 費赫爾
費赫爾（荷兰语：Veghel， 荷蘭語發音：[ˈvɛɣəl] ⓘ）是荷兰南部的一个城镇和旧市镇。2017年1月1日，費赫爾与斯海恩德尔和聖烏登羅德合并为新市镇“迈厄赖斯塔德”，並成為北布拉班特省面積最大的市镇。